# Колинда Грабар Китаровић
Колинда Грабар Китаровић (Ријека, 29. април 1968), хрватска политичарка, дипломата
и четврта председница Републике Хрватске (2015—2020). Од 2005. до 2008. била је на дужностима министра спољних послова и европских интеграција, да би од 2008. до 2011. била на позицији амбасадора Хрватске у САД, а од 2011. до 2015. је била помоћник генералног секретара НАТО-а за јавну дипломатију. На изборима 11. јануара 2015. изабрана је за председницу Републике Хрватске, победивши у другом кругу Иву Јосиповића.

## Биографија
Рођена је у Ријеци у тадашњој СФР Југославији. Захваљујући програму размене ученика, део детињства и младости провела је у САД где је и матурирала у средњој школи у Лос Аламосу у савезној држави Нови Мексико. Године 1993. дипломирала је енглески и шпански језик на Филозофском факултету Свеучилишта у Загребу. Од 2000. је магистар наука након постдипломских студија из области међународних односа на Факултету политичких наука Свеучилишта у Загребу (теза о америчко-совјетским односима у време Реганове администрације и завршетку Хладног рата).
Професионалну каријеру започела је у Министарству науке и технологије, да би се 1993. запослила у Министарству спољних послова, где је прво радила као саветница у кабинету заменика министра, а потом као начелница сектора за Северну Америку. Године 1997, одлази у амбасаду РХ у Канади, прво као дипломатски саветник, а затим као министар саветник.
На парламентарним изборима 2003. изабрана је за заступницу у Хрватском Сабору. Дана 23. децембра 2003. именована је за министарку за европске интеграције. Дана 18. јануара 2005. постаје шеф преговарачког тима за преговоре о приступању Европској унији. Након спајања Министарства спољних послова и Министарства за европске интеграције, именована је за министарку спољних послова и европских интеграција. На тој дужности остаје до 12. децембра 2008. За време њеног мандата Хрватска је започела преговоре за чланство у ЕУ.
Дана 19. марта 2008. ступила је на дужност амбасадора Хрватске у САД.
У Северноатлантском савезу била је задужена за јавну дипломатију, односно „комуникацијску стратегију и приближавање НАТО-а обичним људима“.
Чланица је Трилетарне комисије.
Удата је за Јакова Китаровића, мајка је двоје деце.
Активно говори енглески, шпански и португалски језик, а пасивно немачки, италијански и француски.

## Председнички избори 2014/2015.
Дана 12. јуна 2014. званично је постала кандидаткиња ХДЗ-а за председницу Хрватске на предстојећим председничким изборима. Изборни програм, назван "За бољу Хрватску", представила је 11. новембра 2014.
На председничким изборима 2014/2015. подржали су је Хрватска демократска заједница - ХДЗ, Хрватска сељачка странка - ХСС, Хрватска странка права др Анте Старчевић- ХСП АС, Блок пензионери заједно - БУЗ, Хрватска демохришћанска странка - ПАМ, Загорска демократска странка - ЗДС, Хрватска социјално-либерална странка - ХСЛС, ХРАСТ - Покрет за успешну Хрватску.

## Конфронтација са Србијом
Колинда Грабар Китаровић након доласка на место председнице Хрватске била је на удару појединих српских таблоида, а и јавно изложена критикама и увредама лидера Српске радикалне странке Војислава Шешеља. Њеним ступањем на дужност председника државе 19. фебруара 2015. године, почео је отворени рат на друштвеним мрежама између ње и лидера СРС Војислава Шешеља уз врло вулгарне и сексистичке поруке од стране српског политичара. Шешељ је и неколико пута услед медијских и политичких напада од стране хрватских представника власти на њега спалио хрватску заставу. Хрватска председница је током предизборне кампање, а и свог мандата водила готово без престанка скандалозну анти-српску кампању за разлику од свог претходника Иве Јосиповића. На друштвеним мрежама се 26. новембра 2016. године појавила фотографија хрватске председнице Колинде Грабар Китаровић са усташком заставом. Хрватски портал Индекс је раније писао да је грб са првим белим пољем трајно постао усташки амблем који је из употребе уклоњен пошто су фашисти поражени у Другом светском рату, као и да је за време СФРЈ Хрватска користила грб с првим црвеним пољем, који се после осамостаљења очувао и као симбол Републике Хрватске.

### Афера са српским чоколадама
Хрватска председница Колинда Грабар Китаровић је, поводом Дана дубровачких бранитеља 7. децембра 2016. године, групи дубровачке деце уз своју фотографију поделила и чоколадице из Србије. Хрватска јавност је о томе сазнала након што је то на свом профилу на Фејсбуку обелоданио један родитељ уз фотографију чоколадице. Хрватска председница Колинда Грабар Китаровић је изјавила 9. децембра да је изузетно разочарана јер су се у пакетићима које је делила хрватској деци у Дубровнику нашле српске чоколадице. Грабар Китаровићева је истакла да је била неугодно изненађена, објашњавајући да није лично проверавала садржај пакетића.

## Улоге
| Год.   | Назив   | Улога                              |
| ------ | ------- | ---------------------------------- |
| 2020-е |         |                                    |
| 2020.  | Дар мар | као председница Републике Хрватске |